# Kim Gunnar Svendsen
Kim Gunnar Svendsen (Roskilde, 24 de desembre de 1955) va ser un ciclista danès, que fou professional entre 1977 i 1984. Va destacar sobretot amb el ciclisme en pista i va participar en els Jocs Olímpics de Mont-real de 1976.

## Palmarès
- 1973
  - Campió d'Europa júnior en Puntuació
- 1975
  -  Campió de Dinamarca de persecució per equips
- 1977
  -  Campió de Dinamarca de persecució per equips
- 1978
  -  Campió de Dinamarca de persecució